# حارة جيزان (المعلا)
حارة جيزان هي إحدى حارات حي صالح عبدالواسع الواقع بمديرية المعلا التابعة لمحافظة عدن، بلغ تعداد سكانها 1270 نسمة حسب تعداد اليمن لعام 2004.